# Hall's Croft
Hall's Croft est une maison à colombages du XVIe siècle de style Tudor, un jardin et un « musée de la médecine » à Stratford-upon-Avon dans le Warwickshire en Angleterre, où Susanna (fille du poète, dramaturge et écrivain William Shakespeare (1564-1616)) vécut à quelque pas de la maison natale de Shakespeare.

## Historique
Susanna (la fille aînée de Shakespeare) et son époux le docteur John Hall (mariés en 1607) vécurent dans cette demeure jusqu'en 1616 quand Susanna hérite et emménage dans la maison de New Place de son père.

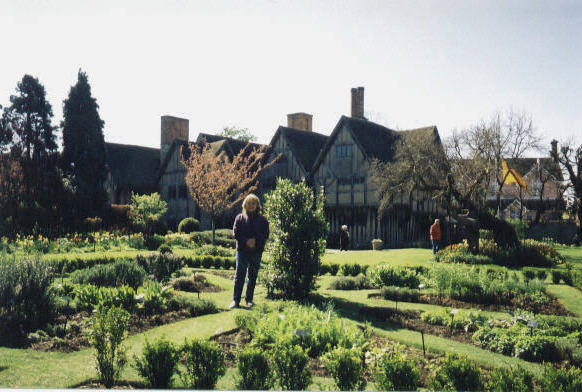
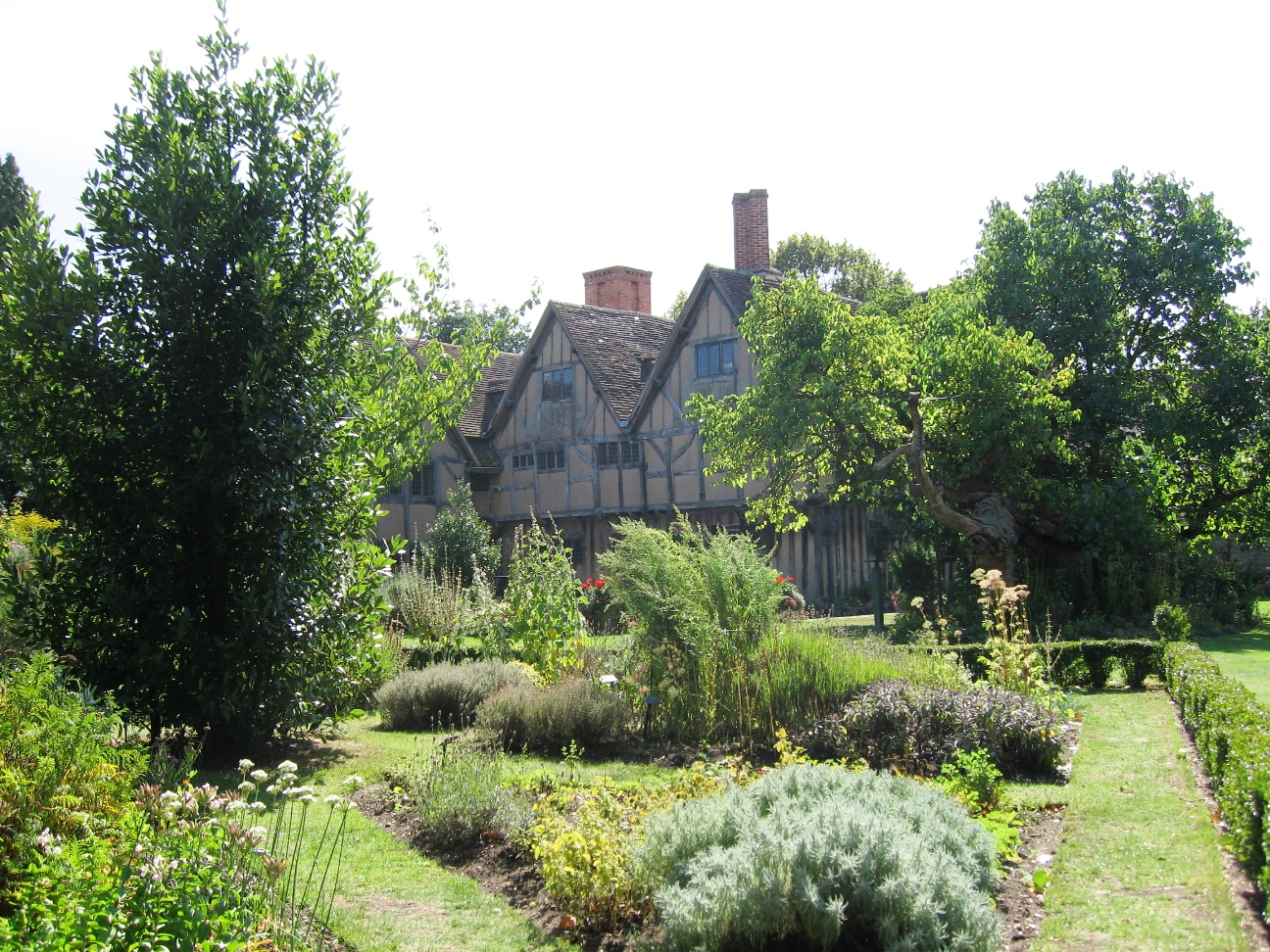

La maison et le jardin ont été acquis par la Fondation Shakespeare Birthplace Trust et rénovés pour en faire un musée qui expose les meubles et les tableaux de Susanna et John et une petite exposition sur la médecine de cette époque.